# 龐普頓普萊恩斯 (新澤西州)
龐普頓普萊恩斯（英語：Pompton Plains）是位於美國新澤西州摩里斯縣的普查規定居民點。

## 人口
根據2020年美國人口普查的數據，龐普頓普萊恩斯的面積為13.79平方千米，當中陸地面積為13.41平方千米，而水域面積為0.38平方千米。當地共有人口11144人，而人口密度為每平方千米808.12人。